# Mannheim Rangierbahnhof
Der Rangierbahnhof Mannheim (Bf. Mannheim Rbf) zählt zu den größten und leistungsfähigsten Rangierbahnhöfen Europas. Er ist zweiseitig angelegt.

## Geografie
Der Bahnhof erstreckt sich entlang der Bahnstrecke Mannheim–Basel (Badische Hauptbahn) auf einer Fläche von über 200 Hektar zwischen den Mannheimer Stadtteilen Neckarau im Südwesten, Neuhermsheim im Nordwesten, Pfingstberg im Südosten und Hochstätt im Nordosten.
Auf seiner Länge von über 6 Kilometern und Breite von durchschnittlich 400 Metern wird er in Nord-Süd-Richtung von der Bundesautobahn 6 und der Bundesstraße 38a überquert.

## Geschichte

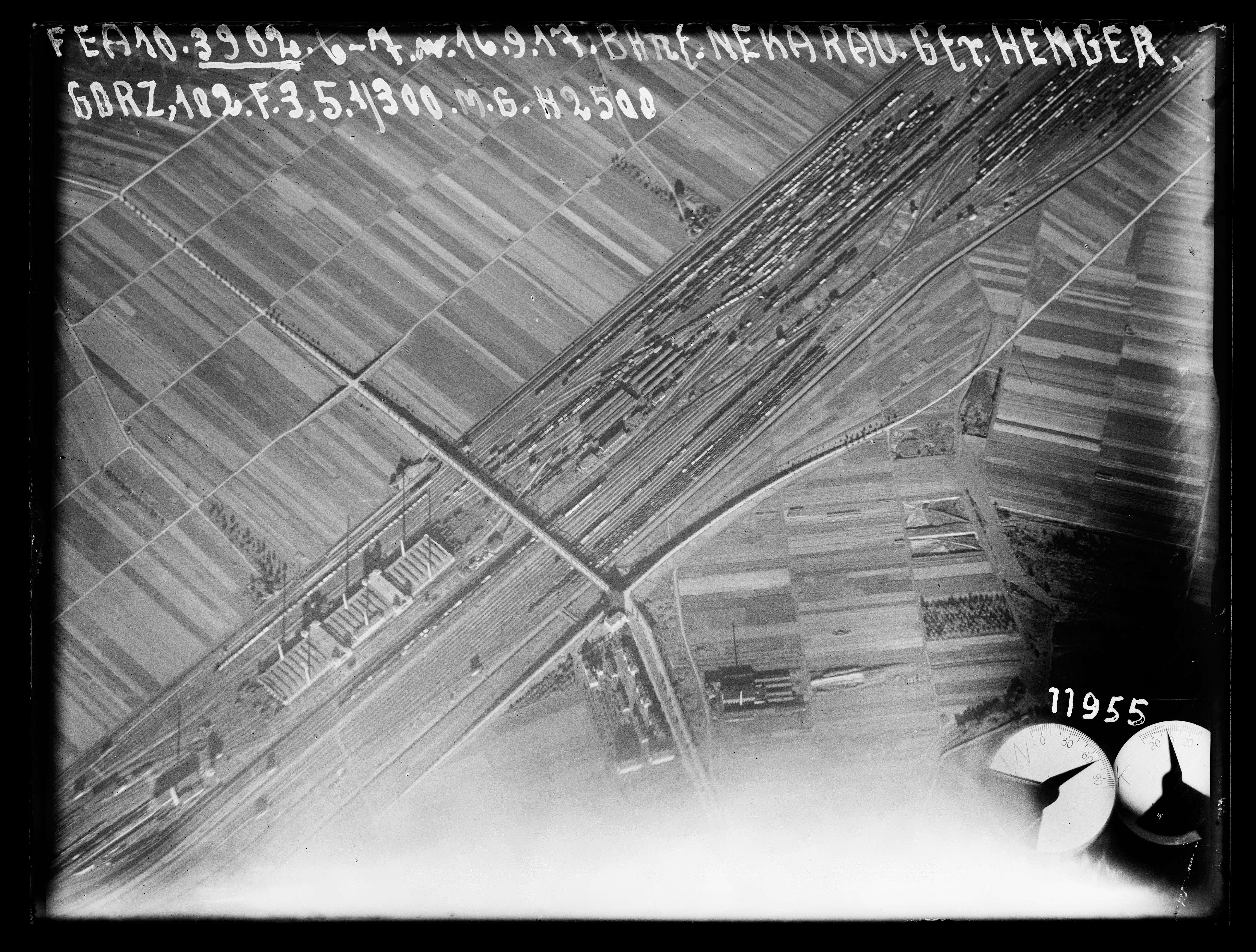
Luftbild des Rangierbahnhofs, September 1917

Mannheim war im 19. Jahrhundert durch seinen bedeutenden Rheinhafen und als wichtiger Industriestandort ein Umschlagplatz von Waren. Dies erforderte auch den Bau eines Rangierbahnhofes. So wurde 1863 der erste reine Rangierbahnhof der Stadt im Stadtteil Lindenhof errichtet. Dessen Kapazität reichte für die wachsende Stadt und den Hafen zur Jahrhundertwende nicht mehr aus, ein Neubau wurde erforderlich. So wurde 1906 ein neuer zweiseitiger Rangierbahnhof an seinem heutigen Standort als Gemeinschaftsbahnhof der Badischen und Preußisch-Hessischen Bahn fertiggestellt (Kosten: 18 Millionen Mark). Während des Zweiten Weltkrieges wurde der Bahnhof zwar provisorisch ausgebaut, war bei Kriegsende jedoch stark beschädigt. Nach seiner Instandsetzung wurde er in den 1960er und 1970er Jahren erweitert und ist in seiner grundsätzlichen Anlage seitdem weitgehend unverändert. Die Rangiertechnik wurde jedoch zum Beginn des 21. Jahrhunderts modernisiert.
Folgende Gebäude samt Technik stehen als „wichtige Dokumente der Technikgeschichte“ unter Denkmalschutz:
- Stellwerk 16 (erbaut um 1935)
- Aufenthaltsgebäude nordwestlich (Obergeschoss aus Ziegelmauerwerk über Sandsteingeschoss, Sandsteingliederungselemente, flach geneigtes Satteldach, erbaut um 1906)
- Ablaufberg A (zwischen Gruppen A und K bei Stellwerk 16, erbaut um 1906)
- Stellwerk 17 (erbaut um 1930)
- Stellwerk 25 (erbaut um 1906)
- Stellwerk 30 (Sondertyp, zeitgleicher Anbau an den Regeltyp, außer Betrieb, erbaut um 1906)
- Stellwerk 30a (Notaufbau in den 1930er Jahren während des Zweiten Weltkriegs aus altem Ziegelmaterial)
- Stellwerk 31 (ohne alte Technik, erbaut um 1906)
- Stellwerk 35 (erbaut um 1906)
- Stellwerk 36 (erbaut um 1906)
- Vorladestation zwischen den Stellwerken 35 und 36 (erbaut um 1906)
- Stellwerk 37 (erbaut um 1906)

## Heutige Bedeutung

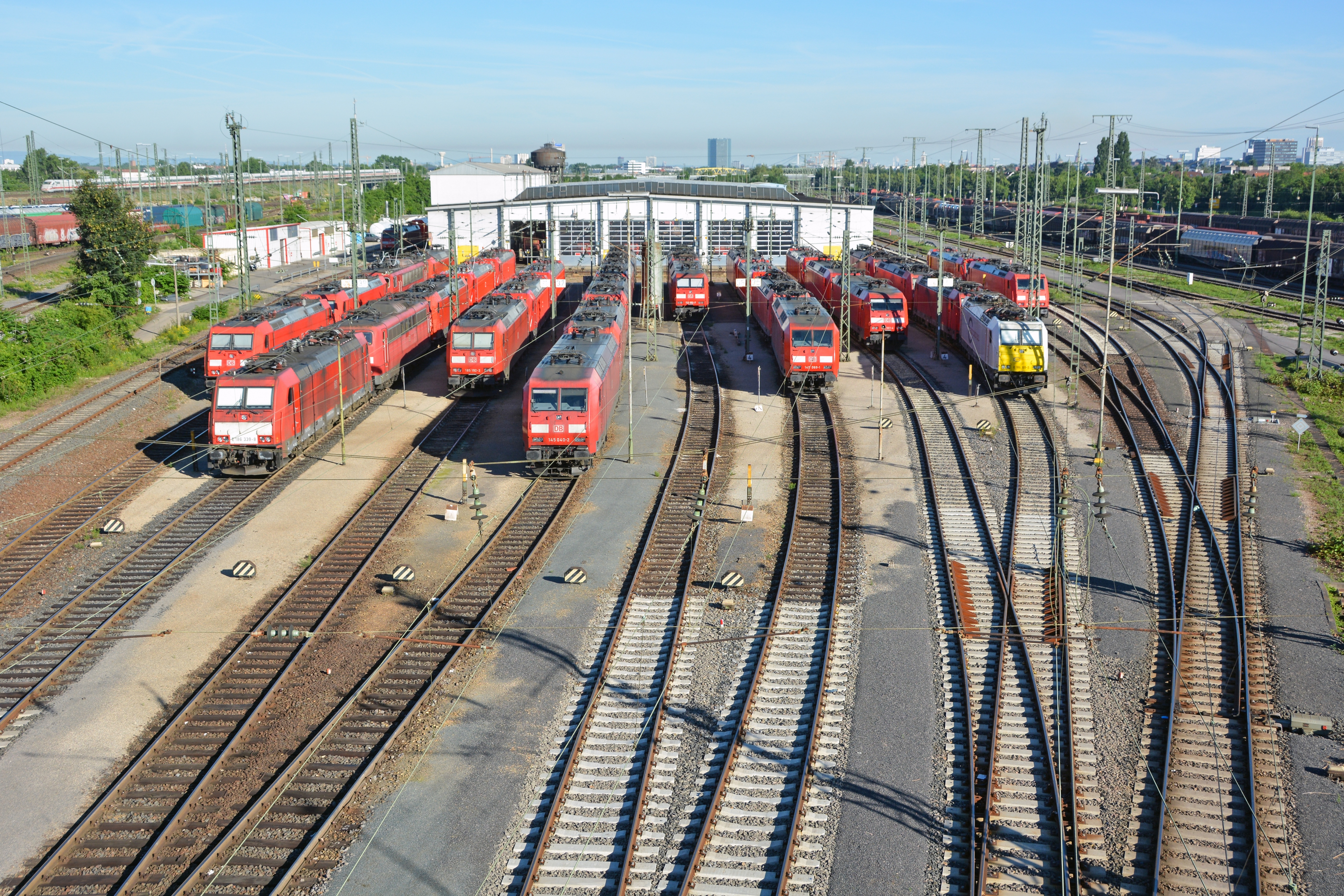
Lokabstellgleise („Ostfeld“) im Rangierbahnhof Mannheim

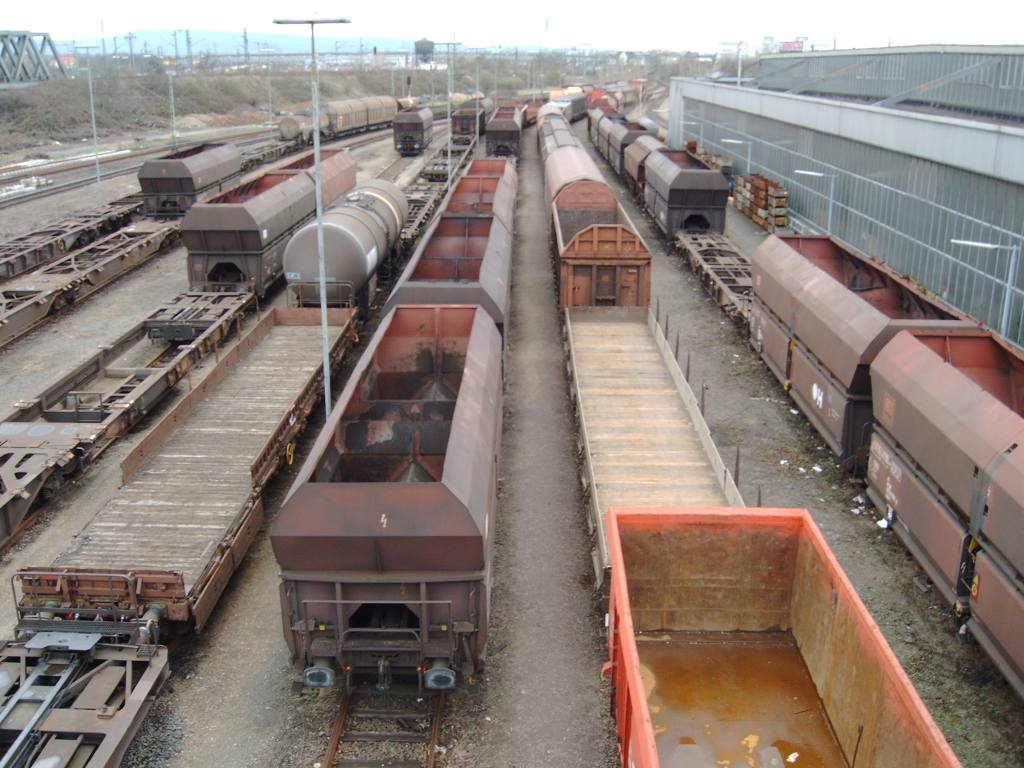
Aufgereihte Waggons

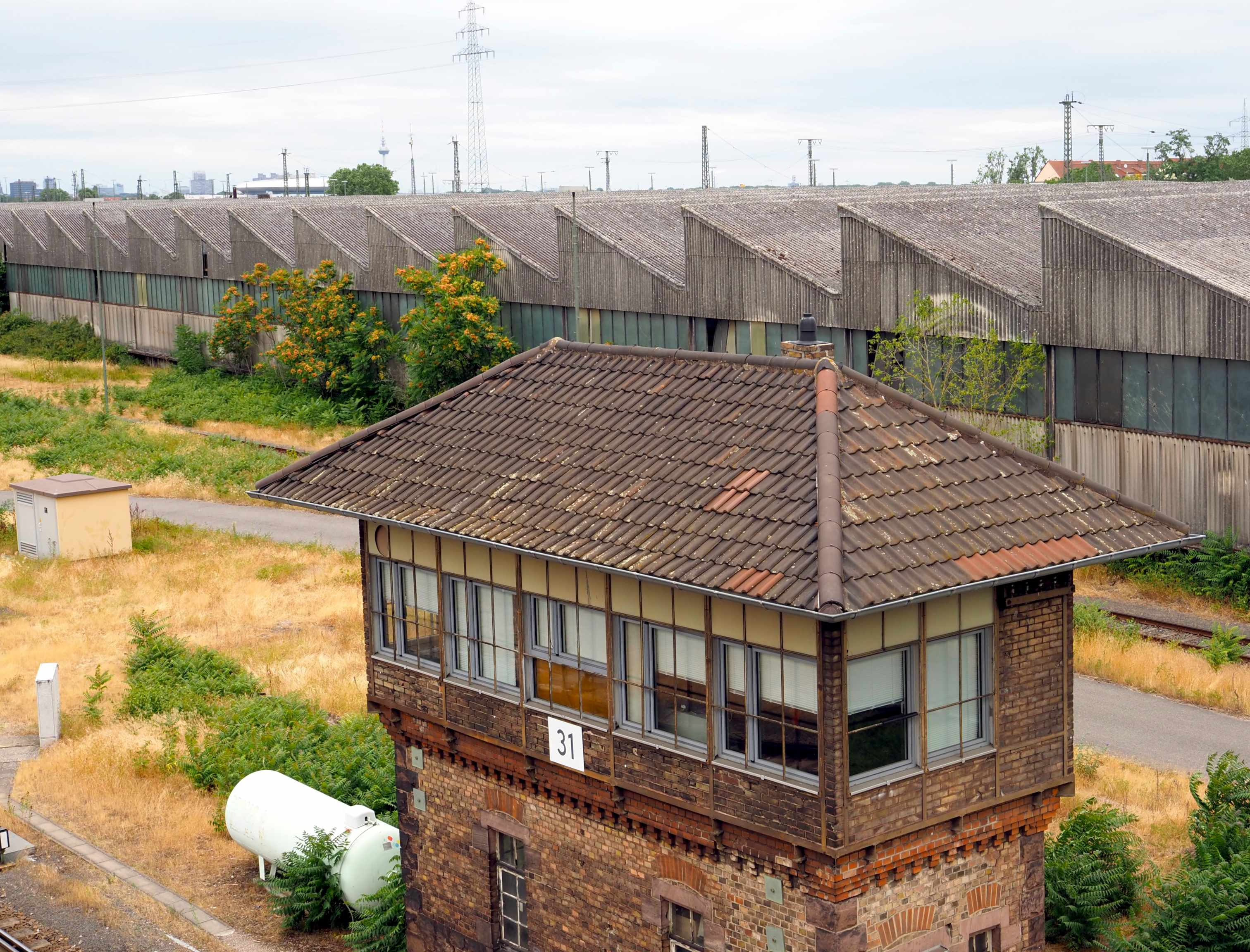
Stellwerk 31 und Umladehalle

Der zweiseitige Rangierbahnhof besitzt in der Ablaufanlage Ost-West 42 und in der Gegenrichtung 41 Richtungsgleise. Beide Ablaufanlagen sind automatisiert. Er hat heute eine Durchgangsleistung von etwa 5300 Wagen pro Tag und besitzt damit eine herausragende Bedeutung für den Güterverkehr ganz Südwestdeutschlands, Mannheims sowie des Mannheimer Hafens.
An der viel befahrenen Strecke Mannheim–Heidelberg, einschließlich des Abzweigs nach Frankfurt am Main über Darmstadt (Main-Neckar-Eisenbahn), befinden sich im Bereich des Rangierbahnhofs Mannheim zwei Haltepunkte für den Nahverkehr. Sie sind jeweils Station vieler regionaler Linien, wie der S-Bahn RheinNeckar. Der Haltepunkt „Mannheim-Seckenheim“ befindet sich beim Ortsteil Hochstätt. Der dreigleisige Haltepunkt „Mannheim ARENA/Maimarkt“ liegt an einem Endpunkt der Stadtbahn und bindet wichtige Einrichtungen an den öffentlichen Nahverkehr an, so die SAP-Arena und den Mannheimer Maimarkt. Der Haltepunkt ersetzte 2011 den alten Haltepunkt „Mannheim Rangierbahnhof“, der den Verkehrsspitzen bei Veranstaltungen in der Arena hinsichtlich Sicherheit und Kapazität nicht genügte.

## Regional- und Schnellbahnverkehr
Der ehemalige Personenbahnhof, der von den Bahnlinien RE 60, RB 60, RB 44, S 1, S 2, S 3 und S 4 angefahren worden war, wurde Ende 2011 etwa 300 m in östlicher Richtung neu erbaut und trägt nun den Namen Mannheim ARENA/Maimarkt.